# Sei Nazioni 2009
Il Sei Nazioni 2009 (in inglese 2009 Six Nations Championship; in francese Tournoi des Six Nations 2009; in gallese Pencampwriaeth y Chwe Gwlad 2009) fu la 10ª edizione del torneo annuale di rugby a 15 tra le squadre nazionali di Francia, Galles, Inghilterra, Irlanda, Italia e Scozia, nonché la 115ª in assoluto considerando anche le edizioni dell'Home Nations Championship e del Cinque Nazioni.
Noto per motivi di sponsorizzazione come 2009 RBS Six Nations Championship a seguito di accordo di partnership commerciale con la Royal Bank of Scotland, si tenne dal 7 febbraio al 21 marzo 2009.
A 24 anni di distanza dalla più recente vittoria (1985), ad aggiudicarsi il suo diciannovesimo titolo fu l'Irlanda, nell'occasione conseguendo anche un Grande Slam che a Dublino mancava dal 1948: il sigillo sull'impresa fu posto al Millennium Stadium di Cardiff dove gli irlandesi vinsero contro il Galles una partita brutta e piena di errori ma che valse il punteggio pieno alla presenza di Jack Kyle e Bertie O'Hanlon, due superstiti dello Slam di 61 anni prima che assistevano all'incontro dalla tribuna.
A titolo statistico, l'edizione 2009 vide il primo incontro del torneo disputato di venerdì: si trattò di Francia – Galles, in programma a Saint-Denis il 27 febbraio; nonostante le proteste dei tifosi, che lamentarono potenziali problemi nel riuscire a inserire un incontro sportivo al venerdì durante un fine settimana all'estero, i dirigenti di Six Nations Rugby, la società che gestisce il torneo, sostennero di avere avuto ispirazione dal buon successo di pubblico che gli incontri al venerdì sera avevano riscosso in Francia durante la recente Coppa del Mondo 2007.
Whitewash all'Italia, capace di segnare solo due mete in tutto il torneo, con Mirco Bergamasco alla prima partita e Sergio Parisse all'ultima.
Il valore delle marcature, come stabilito dall’IRFB nel 1992, era: 5 punti per ciascuna meta (7 se trasformata), 3 punti per la realizzazione di ciascun calcio piazzato, idem per il drop.

## Nazionali partecipanti e sedi
| Squadra     | Città       | Impianto interno   |
| ----------- | ----------- | ------------------ |
| Francia     | Saint-Denis | Stade de France    |
| Galles      | Cardiff     | Millennium Stadium |
| Inghilterra | Londra      | Twickenham         |
| Irlanda     | Dublino     | Croke Park         |
| Italia      | Roma        | Stadio Flaminio    |
| Scozia      | Edimburgo   | Murrayfield        |

## Risultati

### 1ª giornata
| Arbitro: | Mark Lawrence |

|                                              |      |                      |
| Goode 2’ Ellis 18’, 54’ Flutey 28’ Cueto 78’ | mt   | 72’ Mirco Bergamasco |
| Goode 2’, 28’, 54’, 78’                      | tr   |                      |
| Goode 36’                                    | c.p. | 34’, 39’ McLean      |

| Arbitro: | Nigel Owens |

|                                       |      |                             |
| Heaslip 34’ O'Driscoll 43’ D'Arcy 66’ | mt   | 15’ Harinordoquy 50’ Médard |
| O’Gara 34’, 43’, 66’                  | tr   | 15’ Beauxis                 |
| O'Gara 3’, 17’, 78’                   | c.p. | 76’ Beauxis                 |
|                                       | drop | 40+1’, 53’ Beauxis          |

| Arbitro: | Alain Rolland |

|                   |      |                                                          |
| M. Evans 69’      | mt   | 22’ Shanklin 29’ A.W. Jones 41’ Halfpenny 58’S. Williams |
| Paterson 69’      | tr   |                                                          |
| Paterson 32’, 51’ | c.p. | 13’, 40+1’ S. Jones                                      |

### 2ª giornata
| Arbitro: | George Clancy |

|                                 |      |                 |
| Ouedraogo 46’                   | mt   | 69’ T. Evans    |
| Beauxis 46’                     | tr   | 69’ Paterson    |
| Beauxis 23’, 38’, 53’, 60’, 73’ | c.p. | 35’, 49’ Godman |

| Arbitro: | Jonathan Kaplan |

|                                               |      |                            |
| Halfpenny 44’                                 | mt   | 24’ Sackey 57’ D. Armitage |
|                                               | tr   | 57’ Flood                  |
| S. Jones 4’, 16’, 43’, 54’, 72’ Halfpenny 22’ | c.p. |                            |
|                                               | drop | 30’ Goode                  |

| Arbitro: | Chris White |

|                     |      |                                                            |
|                     | mt   | 19’ Bowe 40’, 76’ Fitzgerald 48’ D. Wallace 78’ O’Driscoll |
|                     | tr   | 19’, 40’, 48’, 76’ O’Gara 78’ Kearney                      |
| McLean 5’, 16’, 24’ | c.p. | 50’ O’Gara                                                 |

### 3ª giornata
| Arbitro: | Mark Lawrence |

|                            |      |                          |
| Dusautoir 40’c Heymans 53’ | mt   | 24’ Byrne                |
| Parra 40’                  | tr   | 24’ S. Jones             |
| Parra 6’, 35’, 70’         | c.p. | 3’, 9’ S. Jones 73’ Hook |

| Arbitro: | Nigel Owens |

|                                  |      |             |
| Danielli 35’ Gray 64’            | mt   |             |
| Godman 35’ Paterson 64’          | tr   |             |
| Paterson 5’, 13’, 68’ Godman 31’ | c.p. | 55’ McLean  |
|                                  | drop | 22’ Parisse |

| Arbitro: | Craig Joubert |

|                 |      |                           |
| O’Driscoll 57’  | mt   | 78’ D. Armitage           |
|                 | tr   | 78’ Goode                 |
| O’Gara 27’, 71’ | c.p. | 38’ Flood 64’ D. Armitage |
| O’Driscoll 46’  | drop |                           |

### 4ª giornata
| Arbitro: | Alan Lewis |

|                                |      |                              |
|                                | mt   | 25’ S. Williams 71’ Shanklin |
|                                | tr   | 25’, 71’ Hook                |
| Marcato 5’, 31’, 34’, 57’, 70’ | c.p. | 59’, 63’ Hook                |

| Arbitro: | Jonathan Kaplan |

|                                 |      |                           |
|                                 | mt   | 51’ Heaslip               |
|                                 | tr   | 51’ O’Gara                |
| Paterson 5’, 13’, 21’, 31’, 60’ | c.p. | 11’, 27’, 33’, 70’ O’Gara |
|                                 | drop | 57’ O’Gara                |

| Arbitro: | Stuart Dickinson |

|                                                      |      |                            |
| Cueto 1’ Flutey 22’, 41’ D. Armitage 37’ Worsley 39’ | mt   | 56’ Szarzewski 64’ Malzieu |
| Flood 1’, 22’, 37’                                   | tr   |                            |
| Flood 18’                                            | c.p. |                            |

### 5ª giornata
| Arbitro: | Alain Rolland |

|             |      |                                                                              |
| Parisse 57’ | mt   | 25’ Chabal 29’ Trinh-Duc 31’, 70’ Médard 42’ Heymans 55’ Domingo 76’ Malzieu |
|             | tr   | 25’, 31’, 42’ Parra                                                          |
| Marcato 23’ | c.p. | 7’, 15’, 48’ Parra                                                           |

| Arbitro: | Marius Jonker |

|                                  |      |                                  |
| Monye 22’ Flutey 28’ M. Tait 77’ | mt   |                                  |
| Flood 28’                        | tr   |                                  |
| Flood 40’, 41’                   | c.p. | 9’, 44’, 66’ Paterson 51’ Godman |
| Care 72’                         | drop |                                  |

| Arbitro: | Wayne Barnes |

|                             |      |                         |
|                             | mt   | 44’ O’Driscoll 46’ Bowe |
|                             | tr   | 44’, 46’ O’Gara         |
| S. Jones 33’, 39’, 51’, 56’ | c.p. |                         |
| S. Jones 76’                | drop | 78’ O’Gara              |

## Classifica
| Pos | Squadra     | G | V | N | P | PF  | PS  | DP   | Pt |
| --- | ----------- | - | - | - | - | --- | --- | ---- | -- |
| 1   | Irlanda     | 5 | 5 | 0 | 0 | 121 | 73  | +48  | 10 |
| 2   | Inghilterra | 5 | 3 | 0 | 2 | 124 | 70  | +54  | 6  |
| 3   | Francia     | 5 | 3 | 0 | 2 | 124 | 101 | +23  | 6  |
| 4   | Galles      | 5 | 3 | 0 | 2 | 100 | 81  | +19  | 6  |
| 5   | Scozia      | 5 | 1 | 0 | 4 | 79  | 102 | −23  | 2  |
| 6   | Italia      | 5 | 0 | 0 | 5 | 49  | 170 | −121 | 0  |